# Tyler Glasnow
Tyler Allen Glasnow (né le 23 août 1993 à Newhall, Californie, États-Unis) est un lanceur droitier des Dodgers de Los Angeles de la Ligue majeure de baseball.

## Carrière

### Pirates de Pittsburgh
Tyler Glasnow est choisi par les Pirates de Pittsburgh au 5e tour de sélection du repêchage de 2011.
Avant la saison 2014, Glasnow apparaît au 46e rang du classement annuel des 100 meilleurs joueurs d'avenir dressé par Baseball America ; un an plus tard, il fait un bon vers la 16e position du palmarès, puis est classé 14e au début 2016, et enfin 23e avant la saison 2017.
Glasnow fait ses débuts dans le baseball majeur avec Pittsburgh le 7 juillet 2016 et dispute 7 matchs avec les Pirates cette saison-là, dont 4 comme lanceur partant. Il subit deux défaites et sa moyenne de points mérités se chiffre à 4,24 en 23 manches et un tiers lancées. 
En 2017, Glasnow intègre la rotation de lanceurs partants des Pirates. Sa saison est désastreuse : sa moyenne de points mérités se chiffre à 7,69 en 62 manches au monticule lors de 13 départs et deux apparitions comme lanceur de relève. 
En 2018, il est utilisé dans l'enclos de relève des Pirates et affiche, après 34 matchs joués, une moyenne de points mérités de 4,34 en 56 manches lancées avant d'être échangé à une autre équipe.

### Rays de Tampa Bay
Le 31 juillet 2018, les Pirates de Pittsburgh échangent Tyler Glasnow, le joueur de champ extérieur Austin Meadows et le lanceur des ligues mineures Shane Baz aux Rays de Tampa Bay, en retour du lanceur droitier Chris Archer.
Il est immédiatement intégré à la rotation de lanceurs partants des Rays, effectuant 11 départs après l'échange. Il complète son année 2018 avec une moyenne de points mérités de 4,27 en 111 manches et deux tiers lancées pour les Pirates et les Rays.
En 2019, Glasnow amorce 12 matchs des Rays et est brillant au monticule : en 60 manches et deux tiers, sa moyenne de points mérités se chiffre à seulement 1,78 avec 76 retraits sur des prises, six victoires et une seule défaite.
Il gagne cinq matchs et en perd un en 2020 mais sa moyenne de points mérités fait un bond à 4,08 en 11 départs et 57 manches et un tiers lancées pour les Rays.

### Dodgers de Los Angeles
Le 16 décembre 2023, Tyler Glasnow est échangé avec Manuel Margot contre Ryan Pepiot et Jonny DeLuca.